# Barbados na Mistrzostwach Świata w Lekkoatletyce 2017
Barbados na Mistrzostwach Świata w Lekkoatletyce 2017 – reprezentacja Barbadosu podczas mistrzostw świata w Londynie liczyła 7 zawodników, którzy nie zdobyli żadnego medalu.

## Skład reprezentacji
Mężczyźni
| Zawodnik                                                | Konkurencja                | Preliminaries | Preliminaries | Eliminacje | Eliminacje | Półfinał | Półfinał | Finał    | Finał   |
| Zawodnik                                                | Konkurencja                | Rezultat      | Pozycja       | Rezultat   | Pozycja    | Rezultat | Pozycja  | Rezultat | Pozycja |
| ------------------------------------------------------- | -------------------------- | ------------- | ------------- | ---------- | ---------- | -------- | -------- | -------- | ------- |
| Mario Burke                                             | bieg na 100 metrów         | 10,22         | 3. Q          | 10,42      | 39.        | NQ       | NQ       | NQ       | NQ      |
| Ramon Gittens                                           | bieg na 100 metrów         | 10,25         | 5. Q          | 10,24      | 24.        | NQ       | NQ       | NQ       | NQ      |
| Burkheart Ellis Jr.                                     | bieg na 200 metrów         | —             | —             | 20,99      | 40.        | NQ       | NQ       | NQ       | NQ      |
| Shane Brathwaite                                        | bieg na 110 m przez płotki | —             | —             | 13,39      | 10. Q      | 13,26    | 7. Q     | 13,32    | 5.      |
| Levi Cadogan Ramon Gittens Shane Brathwaite Mario Burke | sztafeta 4 × 100 m         | —             | —             | 39,19      | 14.        | —        | —        | NQ       | NQ      |

Kobiety
| Zawodniczka     | Konkurencja                | Eliminacje | Eliminacje | Półfinał | Półfinał | Finał    | Finał   |
| Zawodniczka     | Konkurencja                | Rezultat   | Pozycja    | Rezultat | Pozycja  | Rezultat | Pozycja |
| --------------- | -------------------------- | ---------- | ---------- | -------- | -------- | -------- | ------- |
| Sada Williams   | bieg na 200 metrów         | 23,55      | 30.        | NQ       | NQ       | NQ       | NQ      |
| Tia-Adana Belle | bieg na 400 m przez płotki | 58,82      | 37.        | NQ       | NQ       | NQ       | NQ      |